# Piattaforma di Sahul

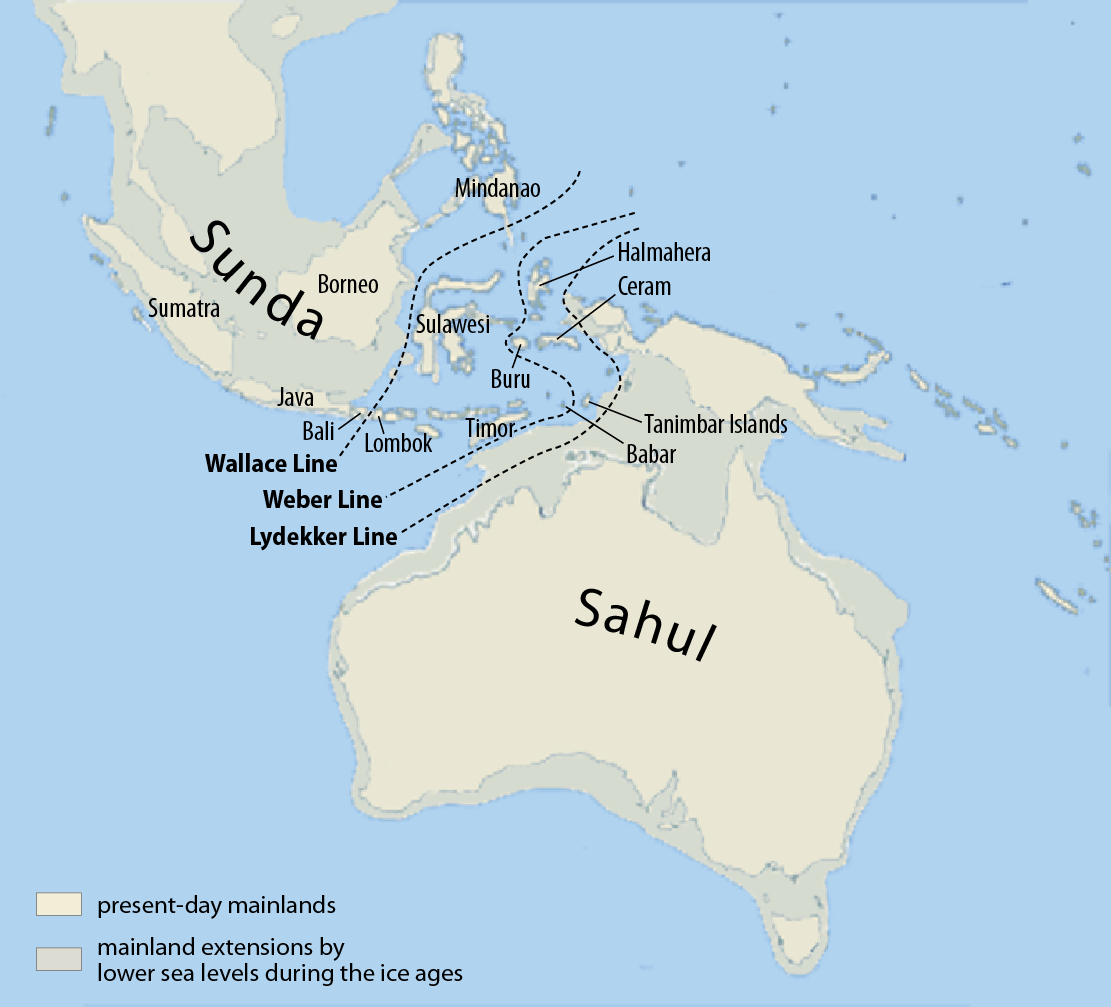
Le piattaforme di Sahul e della Sonda durante le ere glaciali e oggi. L'area interposta tra esse è nota come Wallacea.

La piattaforma di Sahul è parte della piattaforma continentale del continente australiano e giace al largo delle coste dell'Australia. La piattaforma di Sahul propriamente detta si protende verso nord-ovest fino a ricoprire gran parte del fondale del mar di Timor, terminando dove questo inizia a declinare nella fossa di Timor. Un'altra parte della piattaforma di Sahul è nota come piattaforma degli Arafura e si estende dalle coste settentrionali dell'Australia sotto il mar degli Alfuri fino alla Nuova Guinea. Dalla piattaforma degli Arafura si innalzano le isole Aru. Talvolta è considerata parte della piattaforma di Sahul anche la piattaforma di Rowley, situata sul fondale dell'oceano Indiano dalle coste nord-occidentali dell'Australia fino a Capo Nord-Ovest.
Quando il livello del mare scese durante le ere glaciali del Pleistocene, compreso il periodo dell'ultimo massimo glaciale circa 18 000 anni fa, la piattaforma di Sahul si trovava all'asciutto. Testimonianze della linea costiera di questo periodo sono state identificate in località situate adesso tra i 100 e i 140 metri sotto il livello del mare. Una utile animazione interattiva del cambiamento del livello dei mari è stato sviluppato dalla Monash University. La piattaforma degli Arafura formava all'epoca un ponte di terra tra Australia, Nuova Guinea e le isole Aru; come conseguenza di questo, oggi queste masse di terra condividono molte specie di mammiferi marsupiali, uccelli terrestri e pesci d'acqua dolce. La linea di Lydekker, un confine biogeografico, corre lungo il margine della piattaforma di Sahul, dove questa si inabissa nelle acque profonde dell'area biogeografica della Wallacea. La Wallacea ricopre la zona compresa tra la piattaforma di Sahul e la piattaforma della Sonda, parte della piattaforma continentale del Sud-est asiatico.
Il nome «Sahull» o «Sahoel» compare per la prima volta su una mappa olandese del XVII secolo a indicare un banco di sabbia sommerso tra l'Australia e Timor. Nella sua mappa del 1803, Matthew Flinders indicò il «Great Sahul Shoal» dove i malesi provenienti da Makassar si recavano per pescare il trepang (cetriolo di mare).
L'esistenza di una piattaforma di Sahul molto più grande venne ipotizzata nel 1845 da G. W. Earl, che le dette il nome di «Great Australian Bank» e notò il fatto che i macropodidi («canguri») erano presenti in Australia, Nuova Guinea e nelle isole Aru. Earl ipotizzò inoltre l'esistenza della piattaforma della Sonda, che chiamò «Great Asiatic Bank». Le piattaforme di Sahul e della Sonda ricevettero i loro attuali nomi da G. A. F. Molengraaff e Max Wilhelm Carl Weber nel 1919.